# Mengestorf
Mengestorf (berndeutsch Mängischtorf [ˈmæŋiʃtɔɾf]) ist eine Ortschaft im Quartier Gasel der Gemeinde Köniz im Schweizer Kanton Bern.

## Allgemeines

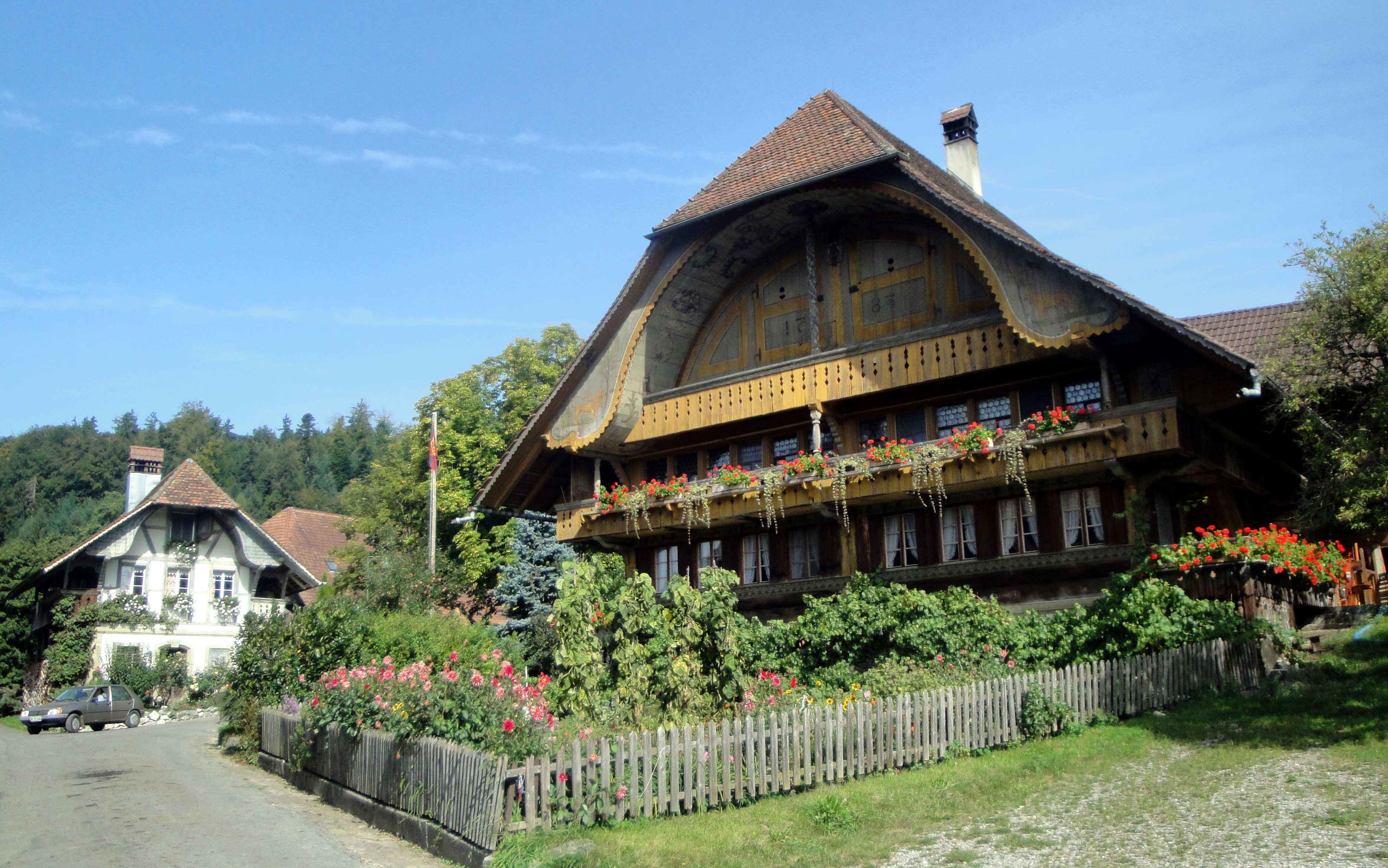
Der denkmalgeschützte Hof Burren

Mengestorf liegt im Süden der Stadt Bern und ist mit rund 100 Einwohnern eines der kleineren Dörfer der Gemeinde Köniz. Es ist ein typisches Berner Bauerndorf. Die meisten Häuser sind weit über 100 Jahre alt und stehen unter Denkmalschutz. Der 1783 erbaute Hof Burren ist im Kulturgüterschutzinventar mit Objekten von nationaler Bedeutung in der Kategorie A verzeichnet.
Die meisten Einwohner sind in der Landwirtschaft tätig. Im Dorf gibt es 11 Bauernbetriebe. Neben dem Ackerbau (Getreide, Kartoffeln und Mais) ist die Milchwirtschaft ein wichtiger Betriebszweig. Die produzierte Milch wird von den Bauern in der Milchsammelstelle in Gasel abgegeben.
Neben den Bauernbetrieben gibt es in Mengestorf auch eine Schlosserei, einen Zimmereibetrieb, das Restaurant «Zum alte Burehus» und das Spycherstübli.
Mengestorf gehört zum Postkreis Gasel. Nahe Einkaufsmöglichkeiten gibt es in Gasel.

## Öffentliche Verkehrsmittel
Die BLS-Bahnlinie S6 (Bern–Schwarzenburg) hält in Gasel und verkehrt im Halbstundentakt. Der Bahnhof von Gasel ist zu Fuss in 15 und mit dem Fahrrad in 5 Minuten erreichbar. Mit der Bahn erreicht man Bern in 16 Minuten und Köniz in 4 Minuten. Ab Köniz stehen auch die bernischen Busbetriebe Bernmobil zur Verfügung.

## Primarschule

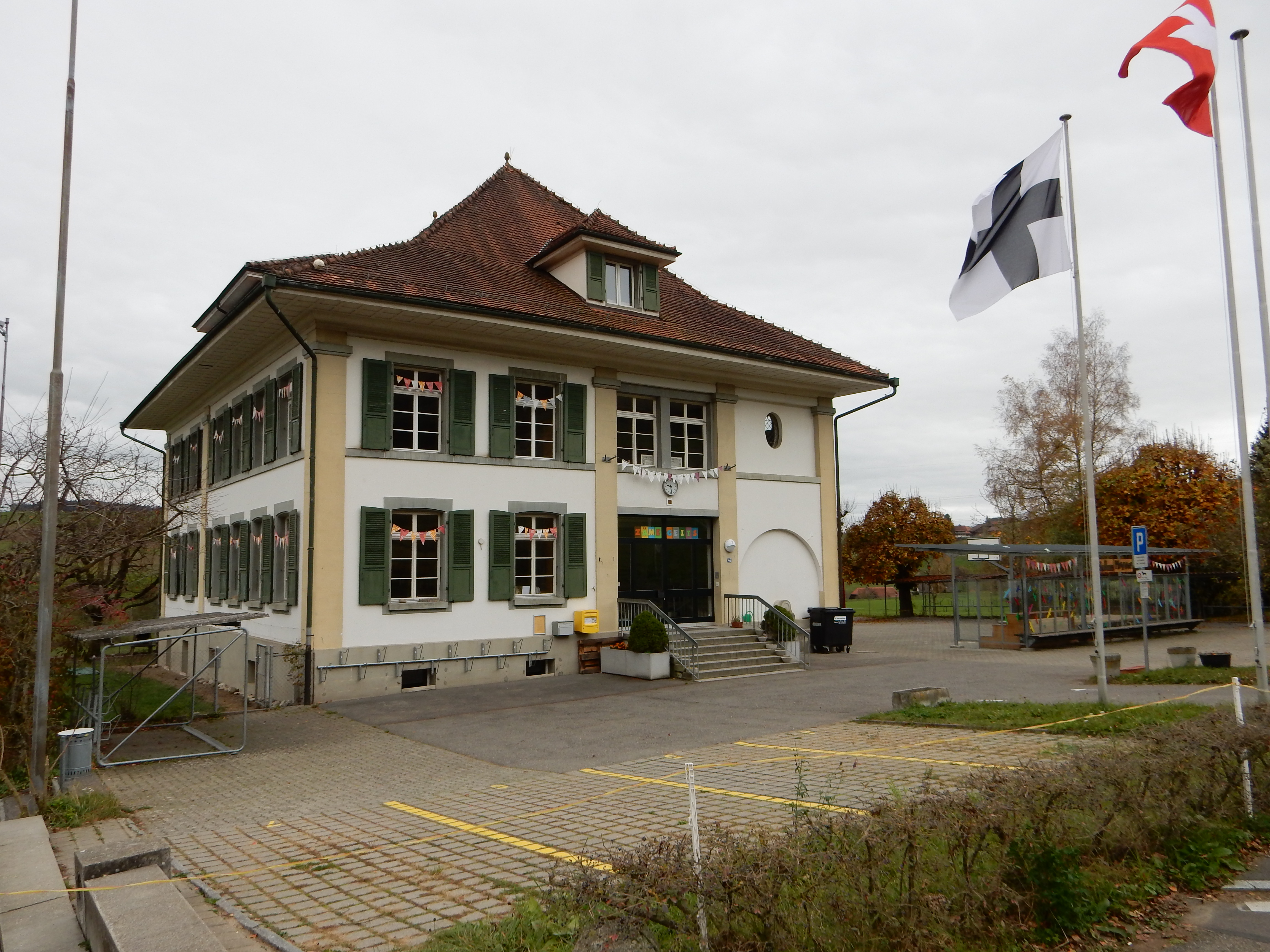
Schulhaus Mengestorf

In der Primarschule von Mengestorf werden Schüler von der 1. bis zur 6. Klasse unterrichtet. Zum Einzugsgebiet der Schule gehören neben Mengestorf die Ortschaften Oberried, Liebewil und Gasel. Ab der 7. Klasse besuchen die Schüler das Oberstufenzentrum in Niederscherli.

## Käsereigenossenschaft Gasel Mengestorf
Die Käsereigenossenschaft bezweckt die wirtschaftliche Förderung der ihr angeschlossenen Milchproduzenten auf dem Wege genossenschaftlicher Selbsthilfe durch:
- einen möglichst vorteilhaften Verkauf der Milch
- die Schaffung der entsprechenden baulichen und technischen Voraussetzungen (Unterhalt Milchsammelstelle Gasel)
- die allgemeine Förderung der Milchwirtschaft und Unterstützung von Massnahmen zur Hebung der Qualität von Milch und Milchprodukten

## Waldweggenossenschaft Mengestorf
Die Waldweggenossenschaft Mengestorf ist für den Bau und den Unterhalt der Wege und Holzlagerplätze im Bergwald (Wald in der Nähe von Mengestorf) verantwortlich. Mitglieder sind die Eigentümer des Bergwaldes.